# Oscar Pettiford
Oscar Pettiford (Okmulgee, 30 settembre 1922 – Copenaghen, 8 settembre 1960) è stato un contrabbassista e violoncellista statunitense, noto soprattutto come uno dei pionieri del bebop.

## Biografia
Oscar Pettiford nacque in una riserva indiana dell'Oklahoma. La madre era una Choctaw, insegnante di musica e pianista; il padre Harry "Doc" Pettiford, per metà Cherokee e per metà afroamericano, era veterinario e musicista dilettante. Le origini native di Pettiford erano tuttavia note solo ad alcuni amici (tra cui David Amram).
Parte di una famiglia numerosa (dieci figli), Oscar cominciò a suonare e andare in tournée con il gruppo familiare che suo padre creò quando decise di andare in pensione. Oscar cominciò a studiare pianoforte, per poi passare al contrabbasso a 14 anni.
Dopo essere entrato nel 1942 nell'orchestra di Charlie Barnet, uno dei primi ad assumere musicisti bianchi e afroamericani nella stessa orchestra, si fece notare nel 1943 con la sua incisione di The Man I Love assieme a Coleman Hawkins. Dopo essere entrato nel gruppo di Roy Eldridge e aver suonato con Ben Webster e con Earl Hines, Pettiford venne immediatamente considerato il degno successore di Jimmy Blanton, appena scomparso.
Fu sempre nel 1943 che Pettiford entrò nel gruppo di Dizzy Gillespie che fu il primo gruppo a portare il bebop sulla Cinquantaduesima strada e a essere designato come gruppo bebop (o rebop). Ebbe grande successo, anche personale, la "Billy Eckstine jam session", con il già famoso cantante della band di Earl Hines; della formazione facevano parte Dizzy Gillespie, Charlie Parker e Shadow Wilson. Poco più tardi entrerà nell'orchestra di Eckstine, la prima big band del be-bop (in cui suonarono pure Gillespie e Parker. Nei primi Cinquanta, infine, per quanto concerne il sodalizio con Mr. B, quale miglior bassista per la classifica americana della Metronome, farà parte, insieme ad altri vincitori, del settetto che inciderà, etichettato come Metronome All Stars, St. Louis Blues e How High is the Moon: tra gli altri vi sono Teddy Wilson, Max Roach, Lester Young, Ben Webster.
Nel 1945 fu con Hawkins in California, dove incise la colonna sonora del film giallo The Crimson Canary. Suonò poi con Duke Ellington (1945-1948) e Woody Herman (1949), prima di iniziare una carriera da leader.
Nel suo gruppo debuttò Cannonball Adderley: uno dei componenti lo persuase a far salire sul palco l'allora sconosciuto insegnante di musica, e Pettiford gli chiese di prendere un assolo su un pezzo difficile, e la prestazione di Adderley meravigliò tutti.
Pettiford fu uno dei pionieri del violoncello jazz, che egli iniziò a suonare nel 1949-1950, quando i postumi di una frattura al braccio gli rendevano impossibile suonare il contrabbasso. Il violoncello era raramente usato dai jazzisti a causa dei rischi elevati di stonature e della scarso volume di suono dello strumento. Egli continuò ad utilizzare il violoncello come strumento secondario per il resto della sua carriera, impossessandosi della tecnica del pizzicato che utilizzò in vari contesti.
Negli anni cinquanta, Pettiford fu spesso in sala d'incisione, sia come leader, sia come sideman, lavorando tra l'altro per la Prestige, la Debut, Bethlehem e la ABC Records: dopo il suo trasferimento a Copenaghen nel 1958 incise anche per diverse case discografiche europee. La vita professionale proseguì in modo abbastanza discontinuo, a causa del suo carattere reso imprevedibile e scontroso dall'abuso di alcool.
Pettiford è conosciuto anche come compositore: tra i suoi pezzi più famosi si ricordano Tricotism, Laverne Walk, Bohemia After Dark e Swingin' Till the Girls Come Home.
La morte di Oscar Pettiford sopravvenne dopo una breve e improvvisa malattia virale, attribuita ad "un virus simile alla poliomielite". La sua tecnica aumentò di molto gli standard contrabbassistici dell'epoca e molti strumentisti ancora oggi imitano il suo stile.

## Discografia

### Da leader

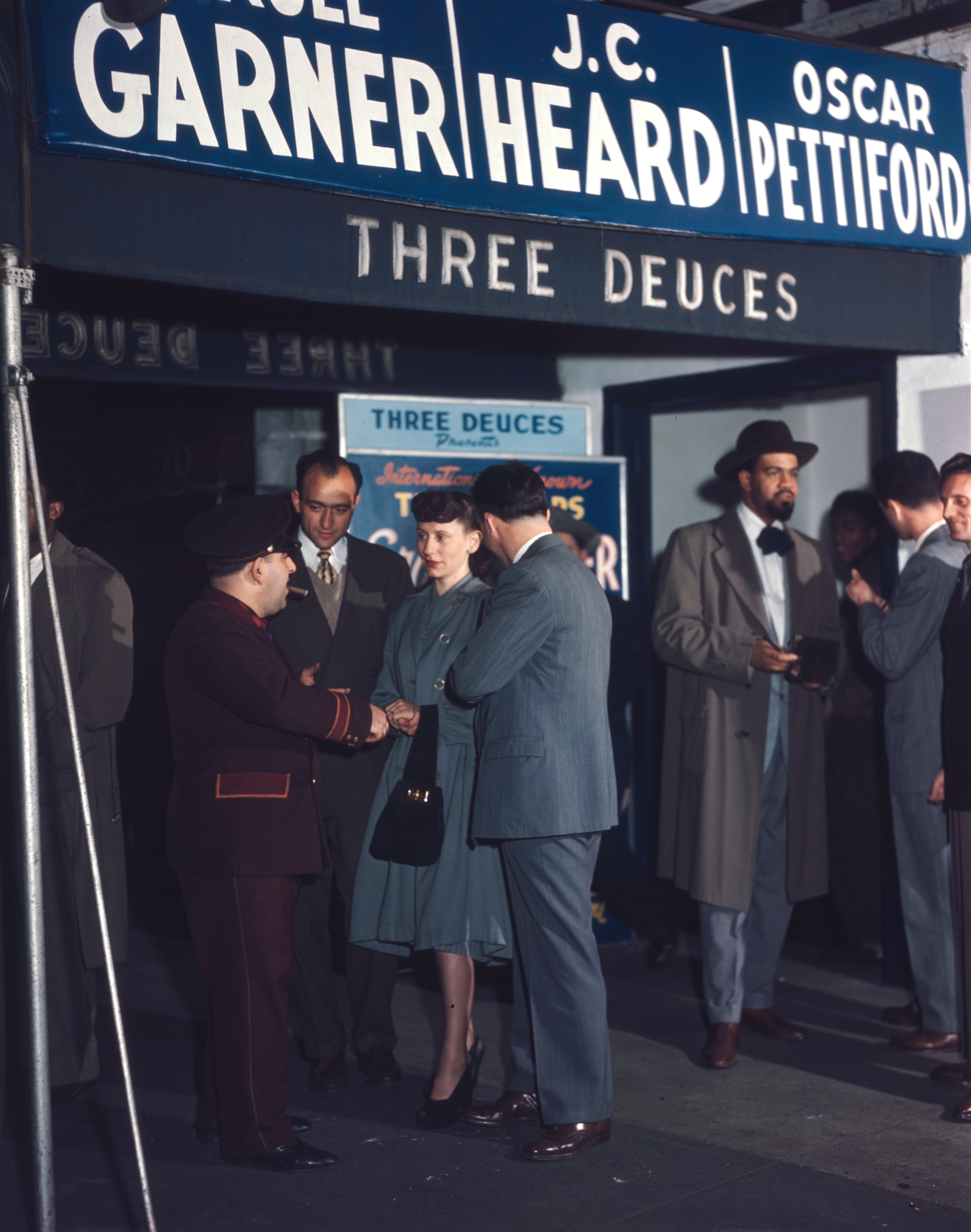
New York, luglio 1948. Il cartellone che annuncia il concerto del trio di Erroll Garner, con J. C. Heard e Oscar Pettiford, al Jazz club
"Three Deuces"

- 1954 - The New Oscar Pettiford Sextet (Debut Records, DLP-8)
- 1954 - Oscar Pettiford (Bethlehem Records, BCP-1003) (pubblicato anche come Oscar Pettiford Modern Quintet)
- 1955 - Basically Duke (Bethlehem Records, BCP-1019)
- 1955 - Volume 2 (Bethlehem Records, BCP-33) (pubblicato anche come Another One e Oscar Pettiford Sextet)
- 1956 - The Oscar Pettiford Orchestra in Hi-Fi (ABC Paramount Records, 135)
- 1957 - Bass by Pettiford/Burke (Bethlehem Records, BCP-6)
- 1957 - Jazz Mainstream (Bethlehem Records, BCP-2)
- 1958 - The Oscar Pettiford Orchestra in Hi-Fi, Vol.2 (ABC Paramount Records, 227)

Raccolte o albums postumi
- 1943-1946 - Bass Hits (Topaz Jazz Records, TPZ 1071) pubblicato nel 1998
- 1949-1954 - The Oscar Pettiford: Memorial Album (Prestige Records, PR 7813) pubblicato nel 1971
- 1952-1958 - Discoveries (Savoy Jazz Records, SJL 1172) pubblicato nel 1986
- 1952-1954 - In a Cello Mood (Fresh Sound Records, FSR-CD 452) pubblicato nel 2007
- 1953-1959 - My Little Cello (Fantasy Records, 6010) pubblicato nel 1964
- 1953-1960 - First Bass (IAJRC Records) pubblicato nel 1995
- 1954 - A Memorable Session (Disques Vogue LD 608-30)
- 1951-1954 - The Chronological Classics: Oscar Pettiford 1951-1954 (Classics Records,1409) pubblicato nel 2006
- 1954-1955 - The Chronological Classics: Oscar Pettiford 1954-1955 (Classics Records, 1454) pubblicato nel 2008
- 1956-1957 - Deep Passion (Impulse! GRD-143) pubblicato nel 1994
- 1957 - Jazz Off the Air Vol.6 (Spotlite Records, SPJ 153) pubblicato nel 1982
- 1959 - Vienna Blues: The Complete Session (Black Lion Records, BLCD 760104) pubblicato nel 1988
- 1959 - Scandinavian Days (Fresh Sound Records, FSCD-1009) con Stan Getz, pubblicato nel 1991
- 1959-1960 - Montmartre Blues (Black Lion Records) pubblicato nel 1989
- 1959-1960 - Blue Brothers (Black Lion Records, 30135) pubblicato nel 1973
- 1960 - The Essen Jazz Festival All Stars (Fantasy Records, 6015) pubblicato nel 1964
- 1960 - Last Recordings by the Late, Great Bassist (Jazzland Records, JLP-64) pubblicato nel 1962[1][2][3][4]

### Come sideman
- 1954 - The Birdlanders: Vol. 2 (OJC) con Kai Winding, Al Cohn, Tal Farlow Duke Jordan, Max Roach, Denzil Best
- 1944-1946 - Sid Catlett; 1944-1946 (Classics)
- Chris Connor & John Lewis Quartet: Chris Connor (Atlantic)
- 1952–54 - Miles Davis: The Musings of Miles (Prestige)
- Miles Davis: Miles Davis Volume 1/Miles Davis Volume 2 (Blue Note)
- 1955 - Kenny Dorham: Jazz Contrasts (OJC, 1957) Afro-Cuban (Blue Note)
- 1946 - Duke Ellington: Carnegie Hall Concert January 1946 (Prestige)
- 1947 - Duke Ellington: Carnegie Hall Concert December 1947 (Prestige) bzw. 1947-1948 (Classics), 1949-1950 (Classics), Great Times! (OJC, 1950) (enthält Perdido, Blues for Blanton)
- 1955-58 - Tal Farlow; Jazz Masters 41 (Verve ) bzw. Finest Hour (Verve, 1955–58)
- Leonard Feather: 1937-1945 (Classics, 1952–56)
- 1945 - Dizzy Gillespie: 1945 (Classics)
- 1956 - Urbie Green: East Coast Series Vol. 6 (Bethlehem)
- Jimmy Hamilton & The New York Jazz Quintet (Fresh Sound Recs.)
- 1957 - Coleman Hawkins: Rainbow Mist (Delmark, 1944), The Hawk Flies High (OJC)
- 1956–57 - Ernie Henry: Last Chorus (OJC)
- 1948–49 - Woody Herman: Keeper Of the Flame (Capitol)
- 1947–51 - Johnny Hodges: Caravan (Prestige)
- 1927-1945 - Helen Humes 1927-1945  (Classics)
- 1955 - Lee Konitz / Warne Marsh Quintet (Atlantic)
- 1954–56 Helen Merrill: con Clifford Brown & Gil Evans (Emarcy)
- Thelonious Monk: The Unique, Brilliant Corners, Plays the Music Of Duke Ellington (Riverside/OJC)
- Phineas Newborn: Here Is Phineas (Koch, 1958)
- 1950 - Leo Parker: Prestige First Sessions: Volume 1 (Prestige)
- 1958- Max Roach: Deeds, Not Words (OJC)
- 1958 - Sonny Rollins: Freedom Suite ()
- 1956 Charle Rouse: Jazz Modes (Biograph)
- 1950 - Billy Strayhorn: Great Times! (OJC, )
- 32-44 - Art Tatum: The Art Of Tatum (ASV)
- 1954 Lucky Thompson: Accent On Tenor Sax (FSR)
- 1956 - Lucky Thompson: Tricotism (Impulse)
- 1952–53 - George Wallington: The George Wallington Trios (OJC)